# Кит плывёт на север
Кит плывет на север — философская сказка писателя и переводчика Анастасии Строкиной.
Сказка повествует о маленьком вымышленном зверьке мамору, путешествующем на спине кита в поисках своего острова. В ходе путешествия мамору видит сны — небольшие новеллы, в которых автор воссоздаёт легенды малочисленного северного народа — алеутов.
Книга обращается к темам одиночества, дружбы, любви, утраты и самоопределения.

## Сюжет
По бескрайнему океану на спине кита плывёт загадочный зверёк мамору. У него непростая задача: найти один-единственный, предназначенный ему остров, чтобы стать его хранителем. Если герой ошибется, то превратится в камень.
Повесть рассказывает об океане и живущих в нём островах, о населяющих остров Беринга птицах, животных и о загадочном северном народе - алеутах. В тексте использованы слова из алеутского языка, а так же этнографические материалы Музея антропологии и этнографии имени Петра Великого Российской академии наук (МАЭ РАН). Произведение состоит из новелл - снов об острове. Увидев остров во снах, герой должен узнать его наяву.
Несмотря на жанровое определение книги (сказка), её главный герой рассуждает о своём предназначении, ставит перед собой важные онтологические вопросы.
Анастасия Строкина так комментирует историю создания повести:
"Для меня было важно, чтобы детская книга не только увлекала сюжетом, но и сообщала что-то новое.

«Кит плывёт на север» — попытка создать алеутский фольклор, в сказочной форме рассказать детям о существовании в России далёкого острова Беринга, про который и взрослые не так много знают."
Система персонажей повести включает в себя традиционный союз: главного героя – функционального ребенка (ведомого, подопечного, в данном случае - фантастическое существо) – и волшебного помощника, служащего герою проводником или покровителем - кита, выполняющего функцию обучения, передачи опыта и оказания поддержки.
В композиционном плане произведение представляет собой классические новеллистические циклы, где наряду с основной линией развития действия возникают побочные линии – вставные новеллы, имеющие большее или меньшее отношение к основному, линейному сюжету, реализованному как некий путь во времени и пространстве, прохождение которого связано с преодолением препятствий.

## Мифологическая основа повести
Учитывая мифологизированную основу произведения, эксперт всероссийского конкурса на лучшее литературное произведение для детей и юношества Книгуру Кирилл Захаров в своей рецензии сравнивает повесть с экспериментом Толкина по созданию отсутствующей традиции в триптихе Властелин колец:
"Толкина огорчало, что в Англии нет своего эпоса в духе «Калевалы» или «Песни о Нибелунгах», и тогда он решил создать его самостоятельно. Сначала у него получилась сказка про хоббита, а затем величественный триптих «Властелин Колец» — книга, которая никак не вмещается в слово «роман». Читателя ждал именно эпос, способный тягаться с древними памятниками.
Неизвестно, брала ли Анастасия Строкина опыт Профессора за образец, но её «Кит плывёт на север» — тоже эксперимент по созданию отсутствующей традиции. Российских алеутов осталось очень мало (едва ли не несколько человек), своего фольклора у них фактически нет, язык умирающий. Культуру их никто не изучает. Ситуация куда хуже, чем в Англии — и времён Толкина, и сегодняшней.
Вдохновляясь словами почти забытого языка, Строкина придумала героев и сочинила истории, иногда напоминающие фэнтези, иногда философские притчи. Истории причудливые и поэтичные. Вслушаемся в слова, заменяющие маленькому мамору имя: «зелёный, как влажные от дождя крылья жука бронзовки, который живёт на сорок восемь шагов южнее от восхода солнца».
Кто такой мамору? Это сказочный зверёк с очень длинным хвостом. Зверёк должен найти свой остров, иначе превратится в камень. Потому и плывёт мамору на север, оседлав огромного кита, а по дороге видит сны. Он просто обязан их видеть, ведь ему предсказано: свой остров он встретит во сне, а после, уже наяву, должен узнать его.

Чудесные сны мамору — те самые «утраченные» сказания алеутов. В них читатель встретит других героев — хитреца Акчинука, увальня Акибу, опасную Чёрную Рыбу, доброго Великана… Вставные сказки-сновидения — это находка; во-первых, эффектная, а во-вторых, она передаёт читателю важное понимание мифа. Не как красивой небылицы, а как свидетельства иной правды, не меньшей, чем повседневная. Ведь мамору-сновидец видит то, что поможет ему в действительности."

Другой характерной чертой, подкрепляющей мифологическую основу произведения, являются географические привязки: все события повести "Кит плывет на север" вписаны в определенный пространственный контекст, имеющий соответствие в мире действительности. Эффект перенесения достигается благодаря использованию географических реалий, топонимов, этнонимов, антропонимов:
"Люди часто устраивали игры: то мастерили лестницу из надутых рыбьих пузырей - по ней должен был пройти самый ловкий и смелый, то соревновались в меткости и стреляли из лука, то мерились силой."
"Сам остров носит имя Беринга - мореплавателя, капитана-командора, который несмотря на шторма и опасности, сумел добраться до острова, и не на самолете или огромном быстром корабле, а на пакетботе XVIII века!"
"Однажды Агугуму - небесному творцу - надоело, что земля под ним неспокойна, что острова сталкиваются и ругаются, покрываясь трещинами от злости. Тогда он сказал, что каждый материк, каждый остров - даже самый маленький - должен найти себе подходящее место и остановиться на бесконечное время."

"Однажды на моем острове жил тюлень Акиба. И он был очень большой и очень неповоротливый. У него ничего не было, и он ничего не умел, а только лежал на берегу и мечтал."

## Театральные постановки
- Театральная студия "Школа". Прага. реж. И.Слепцова, 2018[5]
- Театр перформативных искусств "Art baggage". Киев. реж. Н.Баценко,2019[6]
- Железногорский театр кукол "Золотой ключик". реж. Д.Богданов, 2020[7]
- Театральная студия "Чудо-радио". реж. В.Кулигина,2020 [8]
- Театральная студия "Дети райка". реж. А.Юсупова,2020 [9]
- Санкт-Петербургский городской театр. реж. А.Бессчастнова,2021[10]

Декорации и куклы спектакля в Железногорском театре кукол
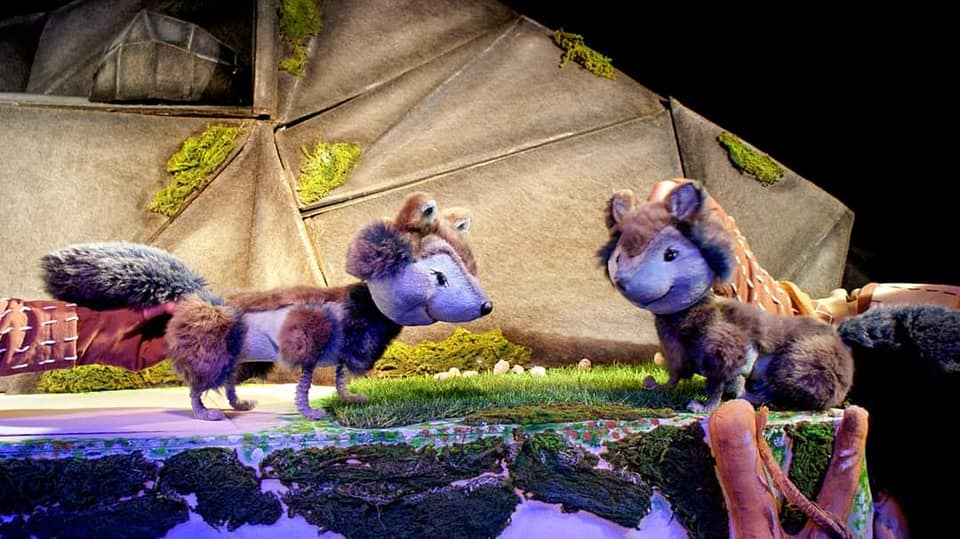
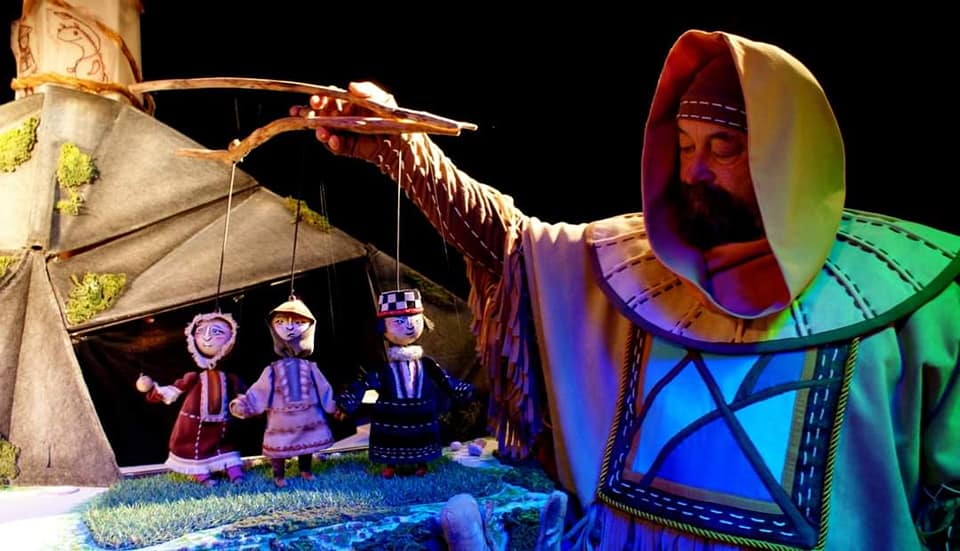
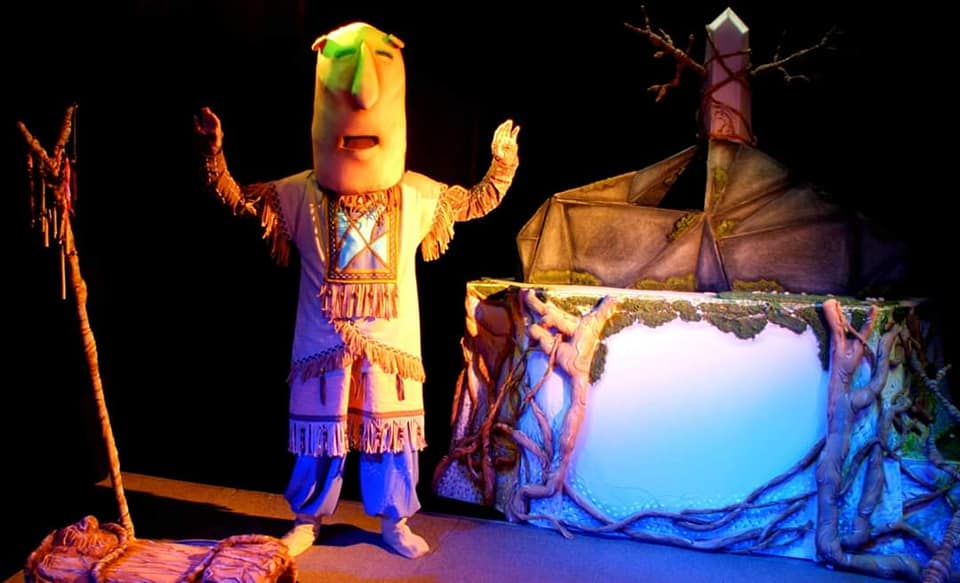
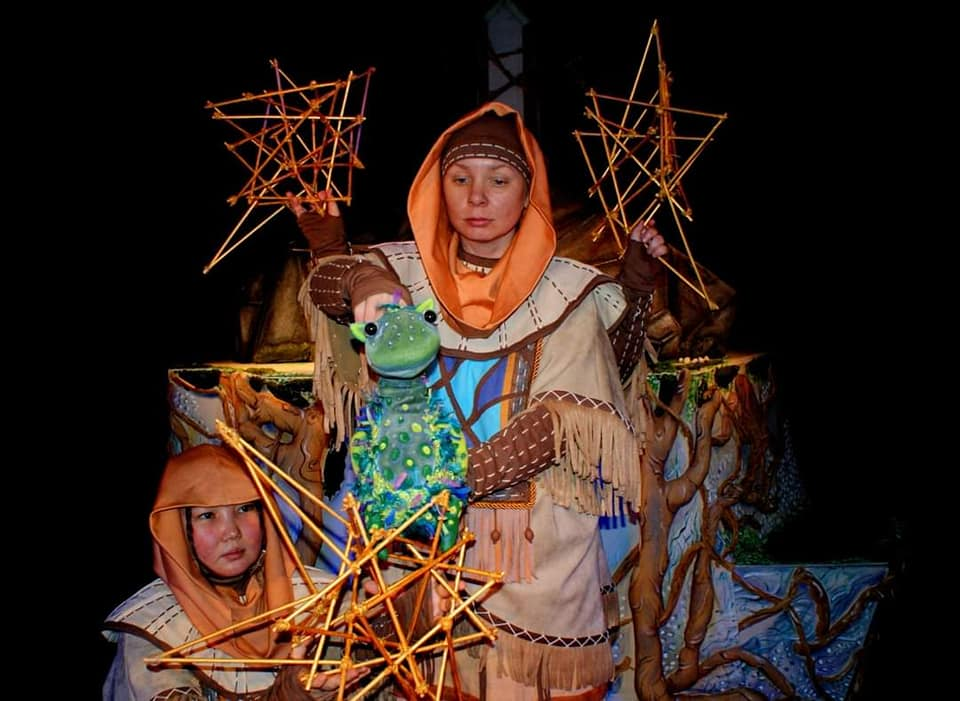
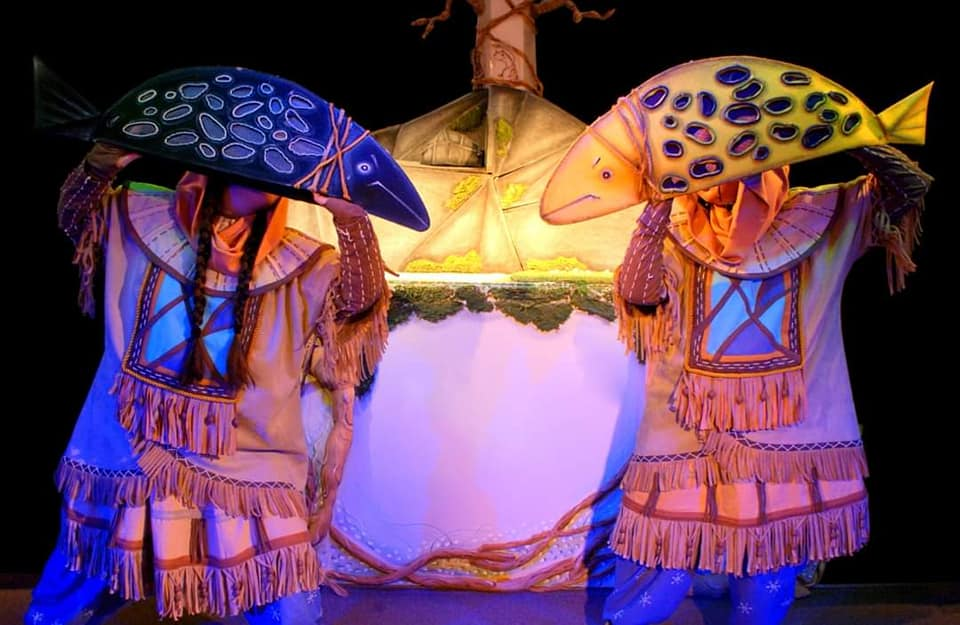

### Аудиокниги
- Кит плывет на север. – М.: 1С – Паблишинг, 2018. Читает Пётр Волков.

## Премии и награды
- Диплом и специальный приз международной детской литературной премии имени В. П. Крапивина (2014)[11]
- Лауреат всероссийской премии на лучшее произведение для детей и юношества «Книгуру» (2015)[12]
- Топ-лист международной книжной ярмарки «Нон-фикшн» (2015, 2016)
- Лауреат Общероссийской литературной премии «Дальний Восток» имени В. К. Арсеньева в номинации «Детская проза» (2019)[13]